# 托奎斯特灣
托奎斯特灣（英語：Tornquist Bay），是南極洲的海灣，位於南喬治亞群島，處於康斯坦斯角和南極角之間，由英國探險隊繪入地圖，由英國海外領土管轄。